# Paranoïde schizofrenie
Paranoïde schizofrenie (ICD-10 F20.0) of schizofrenie - paranoïde type (DSM-IV 295.30) is een vorm van schizofrenie waarbij betrekkelijk stabiele wanen en hallucinaties op de voorgrond treden. In de meeste delen van de wereld is dit de meest voorkomende vorm van schizofrenie. Het wordt gerekend tot het schizoïde spectrum.
De wanen zijn vaak achtervolgings- of betrekkingswanen, maar ook grootheidwanen, jaloersheidswanen en lichamelijke wanen komen voor.
De hallucinaties zijn vaak, maar niet uitsluitend, auditieve verbale hallucinaties. Vaak betreft het stemmen die commentaar op de persoon hebben, hem bedreigen of opdrachten geven. Ook kunnen problemen met de stemming optreden, zoals prikkelbaarheid, woedeaanvallen, angstreacties en achterdocht.
Zogenaamde 'negatieve symptomen' zoals stoornissen van affect, wil en spraak en katatone symptomen zijn niet altijd aanwezig en zijn betrekkelijk onopvallend.
Voor diagnose moet zijn voldaan aan de algemene criteria voor schizofrenie (zie aldaar).